# Aderusincertae interioris
Aderusincertae interioris là một loài bọ cánh cứng trong họ Aderidae. Loài này được Lea miêu tả khoa học năm 1917.